# Morris Albert
Morris Albert, pseudonimo di Maurício Alberto Kaisermann (Rio de Janeiro, 7 settembre 1951), è un cantautore, musicista e compositore brasiliano.

## Biografia
Nel 1973 ha pubblicato il singolo Feel the Sunshine, che ha ottenuto un enorme successo. Due anni più tardi sarà la volta di un altro fortunatissimo singolo, Feelings, che diventerà un vero classico della musica leggera del '900.
Nel 1976 ha ricevuto tre nomination ai Grammy.
Nel 1982 ha scritto per Dudu França il testo della canzone Dime Amor, classificatasi seconda al Festival di Viña del Mar.
Nel 1988 si è conclusa una decennale battaglia giudiziaria che lo vedeva accusato di plagio. La canzone Feelings era infatti una copia in inglese di Pour toi, una canzone scritta nel 1956 da Loulou Gasté per Darío Moreno. Il tribunale ha riconosciuto all'autore francese la paternità della canzone mentre Morris Albert è stato costretto a un risarcimento di oltre mezzo milione di dollari. Ad Albert è stata tuttavia attribuita una piccola parte dei diritti come contributore al testo.
Nel 1999 ha preso parte al 42º Zecchino d'Oro come autore della canzone Madre bambina, scritta con Federico Padovano. Nel 2000 ha composto, sempre per lo Zecchino d'Oro, il brano I gol di Zè, che ha vinto lo Zecchino d'Argento nella categoria delle canzoni straniere.
Nel 2004 ha partecipato al Festival di Sanremo interpretando il brano Cuore in coppia con Mietta.

## Vita privata
Residente da tempo in Italia, a Predore, possiede anche una casa a Rio de Janeiro e un'altra negli USA. Dal 1982 al 1989 è stato sposato con la collega Becca Godinez: i due hanno poi divorziato.

## Discografia

### Album
- 1974 –  After We've Left Each Other
- 1975 –  Feelings
- 1976 –  Morris Albert
- 1977 –  Love and Life
- 1979 –  Once Upon a Man
- 1981 –  Solitude
- 1983 –  Beginnings
- 1996 –  Sentimientos
- 1999 –  Lover
- 2003 –  Moods
- 2004 –  Cuore

### Singoli
- 1973 – The Throat
- 1973 – The Man from Nazareth
- 1974 – Sentimientos
- 1975 – Feelings
- 1975 – Leave Me
- 1976 – Sweet Loving Man
- 1976 – She's My Girl
- 1976 – Memories
- 1976 – So Nice
- 1977 – Conversation
- 1977 – Someone, Somehow
- 1982 – Do You Miss Me
- 2003 – Empty View
- 2004 – Cuore (con Mietta)